# Олдс, Шерон
Шерон Олдс (англ. Sharon Olds, род. 19 ноября 1942, Сан-Франциско) — американская поэтесса и педагог.

## Биография
Закончила Стэнфордский университет, получила докторскую степень в Колумбийском университете. Преподаёт писательское мастерство в Нью-Йоркском университете.

## Творчество
Первый поэтический сборник «Слово Сатаны» (Satana Says) издала в 1980 году. С тех пор написала и выпустила ещё 11 книг.

## Книги
- Слово Сатаны/ Satan Says (1980)
- Единственная девушка на мальчишнике/ The One Girl at the Boys' Party (1983)
- Мертвые и живые/ The Dead and the Living (1984)
- Золотая клетка/ The Gold Cell (1987)
- Отец/ The Father (1992)
- The Wellspring (1996)
- Blood, Tin, Straw (1999)
- The Unswept Room (2002)
- Strike Sparks: Selected Poems (2004)
- One Secret Thing (2008)
- Прыжок оленя/ Stag´s Leap (2012; Премия Т. С. Элиота, Пулитцеровская премия, 2013)

## Признание
Дважды номинировалась на литературную Премию Т. С. Элиота. Получила эту премию за очередной сборник стихов «Прыжок оленя» (Stag’s Leap, 2012), за этот же сборник была удостоена Пулитцеровской премии. На написание сборника стихов «Прыжок оленя» Олдс вдохновила история её развода после 26 лет замужества. Олдс стала первой американкой, удостоенной премии Элиота.